# Nymphalis mesoides
Nymphalis mesoides är en fjärilsart som beskrevs av Reuss 1911. Nymphalis mesoides ingår i släktet Nymphalis och familjen praktfjärilar. Inga underarter finns listade i Catalogue of Life.